# Mamiko
Mamiko (zapis stylizowany MaMiKo) – polskie wydawnictwo z siedzibą w Nowej Rudzie; założone w roku 2000 należące do Apolonii Maliszewskiej.
Wydawnictwo zajmuje się głównie współczesną poezją, a także prozą. Wśród autorów wydanych książek są m.in.: Dariusz Adamowski, Zofia Bałdyga, Jan Baron, Zyta Bętkowska. Krzysztof Bieleń, Wojciech Brzoska, Ryszard Chłopek, Ryszard Częstochowski, Tomasz Dalasiński, Maciej Froński, Wojciech Giedrys, Tomasz Hrynacz, Jarosław Jakubowski, Franciszek Kamecki, Gabriel Leonard Kamiński, Hubert Klimko-Dobrzaniecki, Arkadiusz Kremza, Grzegorz Kwiatkowski, Elżbieta Lipińska, Dawid Majer, Sławomir Matusz, Jacek Mączka, Ninette Nerval, Feliks Netz, Tomasz Pietrzak, Tomasz Pułka, Paweł Tański, Maksymilian Tchoń, Michał Sobol, Janusz L. Sobolewski, Radosław Wiśniewski.

## Ważniejsze wyróżnienia dla wydanych książek
- I nagroda I Ogólnopolskiego Konkursu Literackiego „Złoty Środek Poezji” 2005 na najlepszy poetycki debiut roku 2004: Wojciech Giedrys – ścielenie i grzebanie[1]
- I nagroda VI Ogólnopolskiego Konkursu Literackiego „Złoty Środek Poezji” 2010 na najlepszy poetycki debiut roku 2009: Dawid Majer – Księga grawitacji[2]
- nominacja do Wrocławskiej Nagrody Poetyckiej „Silesius” 2010 w kategorii debiut roku: Dawid Majer – Księga grawitacji[3]
- III nagroda I Ogólnopolskiego Konkursu Literackiego „Złoty Środek Poezji” 2011 na najlepszy poetycki debiut roku 2010: Maciej Bieszczad – Elipsa[4]
- nominacja do Nagrody Literackiej „Nike” 2013: Tomasz Pietrzak – Rekordy[5]
- wyróżnienie X Ogólnopolskiego Konkursu Literackiego „Złoty Środek Poezji” 2014 na najlepszy poetycki debiut roku 2013: Piotr Tomczak – Miłość, miłość, zapałki, książki i ikra[6]
- I nagroda XIII Ogólnopolskiego Konkursu Literackiego „Złoty Środek Poezji” 2017 na najlepszy poetycki debiut roku 2016: Zyta Bętkowska – Dwa chutory[7]
- nominacja do Orfeusza – Nagrody Poetyckiej im. K.I. Gałczyńskiego 2017: Jakub Domoradzki – Wiersze, których nie lubi mój tata[8]
- III miejsce w XV Ogólnopolskim Konkursie Literackim im. Artura Fryza 2019 na najlepszy poetycki debiut książkowy 2018: Robert Jóźwik – Obiecuję ci niewidzialność[9]
- nominacja do Nagrody Literackiej im. Witolda Gombrowicza 2019: Jakub Tabaczek – Czytajcie, co jest Wam pisane[10]
- III miejsce w XVIII Ogólnopolskim Konkursie Literackim im. Artura Fryza 2022 na najlepszy poetycki debiut książkowy roku: Max Pogarda – Splot Pogardy[11]